# MTV Two

Letztes Logo bis 28. Februar 2010

Logo bis 22. Juli 2007

MTV Two (früher: MTV2 Europe bzw. MTV2 UK) war der europäische Ableger des US-Musiksender MTV 2, welcher im September 2001 zunächst als MTV2 UK gestartet wurde und 2005 nach der Einstellung des deutschen MTV-Ablegers MTV2 Pop in MTV2 Europe umbenannt wurde. Im Zuge einer Designvereinheitlichung der britischen MTV-Sender am 22. Juli 2007 wurde MTV2 Europe analog zu MTV One in MTV Two umbenannt. Im Zuge einer wiederholten Vereinheitlichung wurde MTV Two am 1. März 2010 in MTV Rocks umgewandelt.
Der musikalische Inhalt umfasste folgende Genres: Alternative Rock, Alternative Metal, Britpop, Grunge, Indie-Pop, Indie-Rock, Indietronic, Heavy Metal, New Wave, New Rave Post-Punk, Punk (Musik), Rockmusik, 
Das Programm von MTV Two war hauptsächlich darauf ausgerichtet, Künstler aus den Genres Rock, Punk, Indie, Metal zu fördern und zu unterstützen.
War das Programm im ersten Programmjahr nur eine Kopie des amerikanischen MTV 2, führte man im September 2002 ein neues Programmschema ein, um sich mehr vom amerikanischen Pendant abzugrenzen und auf ein eigenständigeres Profil zusetzen. Einhergehend mit der Programmreform ersetzte man das On-Air-Design durch ein eigenes und setzte eigene VJs für die Sendungen ein. 
Seitdem liefen Sendungen wie "NME Chart Show" präsentiert von the Queens Of Noize, "Daria", "Jackass", "Viva La Bam", "Happy Tree Friends", und "Dogshitter Wants" auf dem britischen Musikkanal.
Die Highlights im Programm von MTV Two waren neben der Sendung "Gonzo", welche vom BBC-Radio-1-DJ Zane Lowe moderiert wird, die regelmäßigen von MTV-Two-Communitymitgliedern durchgeführten Bandinterviews sowie die speziell einem Thema gewidmeten Wochenenden.
Anders als die restlichen MTV-Sender verzichtete MTV Two fast vollkommen auf die für MTV typische Klingeltonwerbung und zeigt stattdessen hauptsächlich Werbung für CDs, Videospiele oder DVDs. Zudem war MTV Two in der Zeit von Mitternacht bis 6 Uhr morgens werbefrei.
Umbenennung
Im März 2010 wurde MTV Two in MTV Rocks umbenannt. Das Sendeschema blieb aber weitgehend von dieser Veränderung unberührt.